# Grijsborstsierragors
De grijsborstsierragors (Geospizopsis plebejus synoniem: Phrygilus plebejus) is een zangvogel uit de familie Thraupidae (tangaren).

## Verspreiding en leefgebied
Deze soort telt 3 ondersoorten:
- G. p. ocularis: Ecuador en noordelijk Peru.
- G. p. plebejus: van het noordelijke deel van Centraal-Peru tot noordelijk Chili, westelijk Bolivia en westelijk Argentinië.
- G. p. naroskyi: het noordelijke deel van Centraal-Argentinië.